# St. Hubertus (Aach)

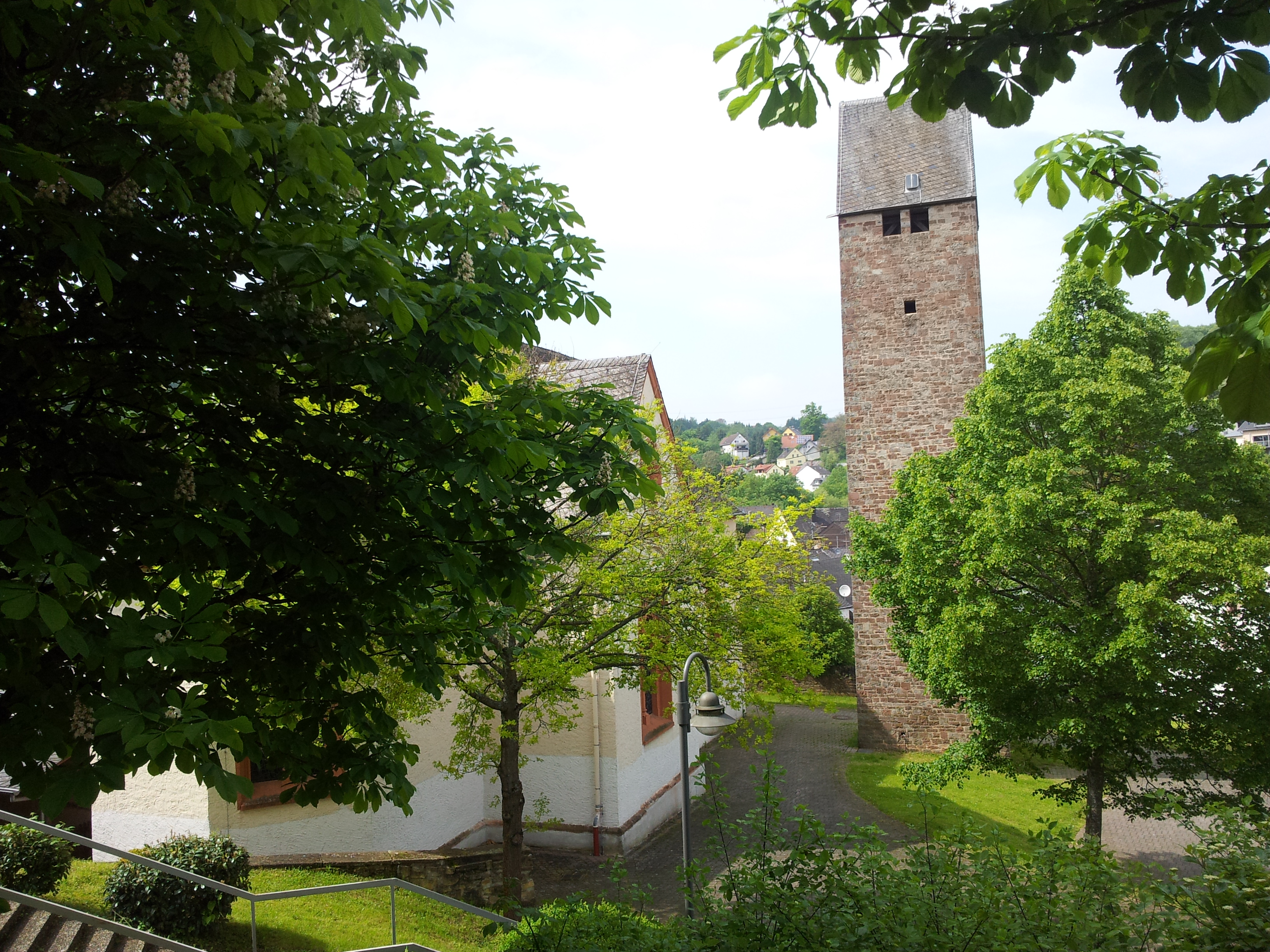
St. Hubertus

Die Kirche St. Hubertus ist die römisch-katholische Pfarrkirche des Ortsteils Aach der Ortsgemeinde Aach im Landkreis Trier-Saarburg in Rheinland-Pfalz.

## Geschichte

### Kirchengebäude

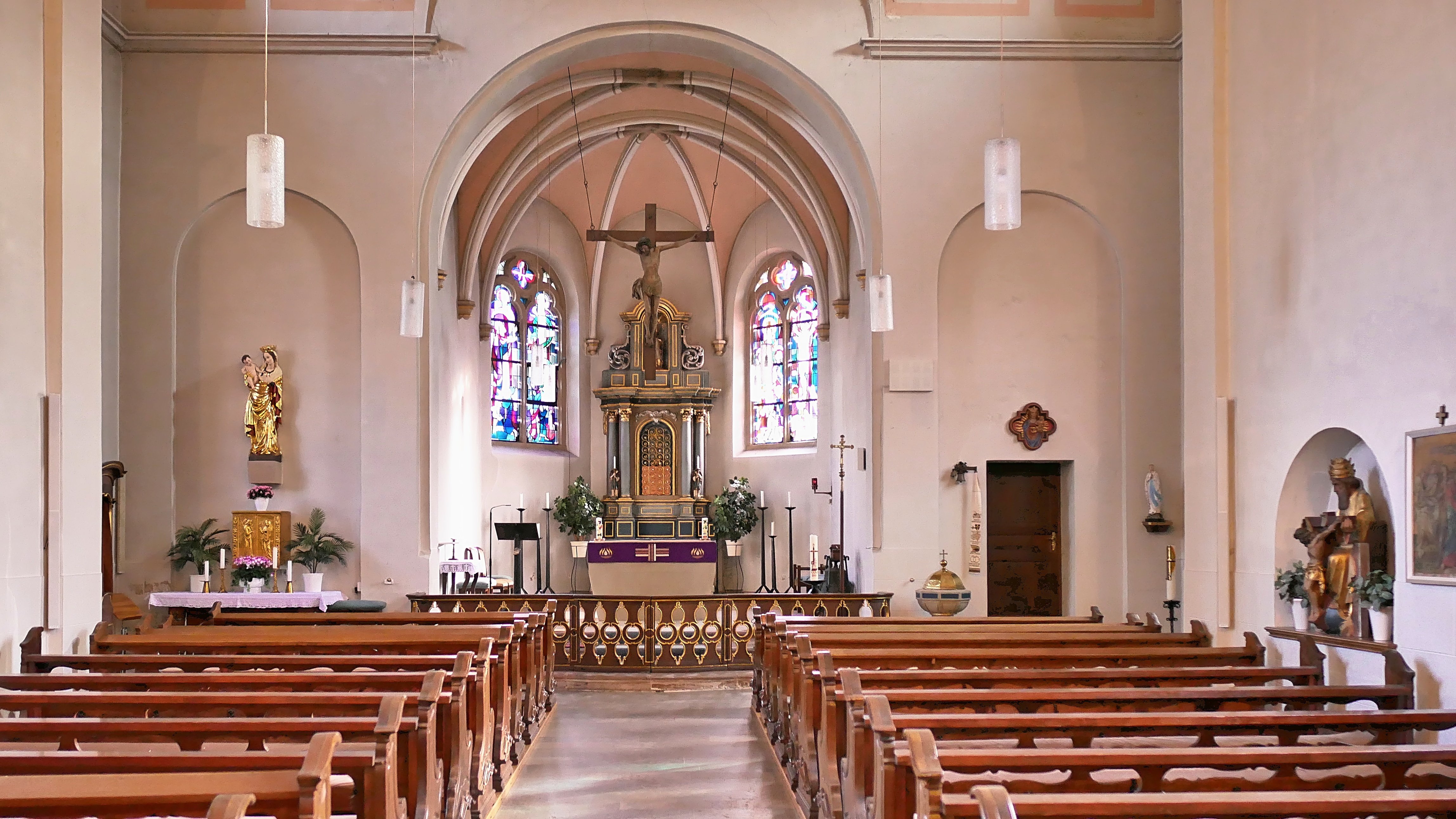
Blick zum Chor

Der älteste Teil der heutigen Kirche wurde im Jahr 1783 im Baustil des Klassizismus errichtet. Davon erhalten ist noch das Langschiff. Ende des 19. Jahrhunderts wurde das Gotteshaus zu klein und es wurde 1895 ein Querschiff und ein neuer Chor nach Plänen des Trierer Architekten Eberhard Lamberty im neogotischen Baustil angebaut. Ende 1944 wurde der Dachreiter durch Granatenbeschuss zerstört, ein provisorischer Glockenturm (Holzständer) wurde neben der Kirche aufgestellt. Im Jahr 1962 wurde ein freistehender Glockenturm neben der Kirche errichtet. Die heutige Kirche ist jedoch nicht die erste in Aach. Nordöstlich des Dorfes in der Gemarkung „Auf dem Kirchberg“ befand sich vor 1783 die alte Pfarrkirche, welche das Patrozinium St. Johannes der Täufer besaß. Heute sind außer dem Flurnamen keine Spuren des alten Gotteshauses mehr vorzufinden.

### Pfarre
Zur Pfarrgemeinde Aach gehört noch die Filialgemeinde St. Maria, allerseligste Jungfrau, Hohensonne.

## Ausstattung
In der Kirche befinden sich ein Triumphkreuz aus dem 16. Jahrhundert, das barocke Chorgestühl, ein barocker Hochaltar von 1720, eine Kanzel von 1619, ein Taufbecken und verschiedene Figuren aus dem 19. Jahrhundert, ein Kreuzweg aus dem Jahr 1903. Die Fenster, die Hans Lohbeck entworfen hat, wurden durch die Firma Kaschenbach aus Trier im Jahr 1956 eingesetzt.